# Ути Мата Сукаси
Ути Мата Сукаси (яп. 内股すかし ути мата сукаси, контрприём от подхвата изнутри (Ути Мата) с выведением соперника из равновесия скручиванием) — приём в дзюдо, входящий в раздел бросков, группу бросков из стойки, класс бросков для проведения которых в основном используются руки. 
Бросок был включен в современный список 67 приёмов Кодокан-дзюдо в 1982 году. Бросок является контрприёмом от подхвата изнутри, и представляет собой выведение руками из равновесия нападающего в направлении его же движения в ходе исполнения подхвата. 
С броском была связана возможно самая большая судейская ошибка в истории олимпийского дзюдо. В финале олимпийских игр 2000 года, в тяжёлом весе встречались француз Давид Дуйе и чемпион мира, японец Синъити Синохара. В 1:20 времени схватки Дуйе попытался провести подхват изнутри (ути-мата). Синохара, убрав ногу, провёл ути мата сукаси в падении, в результате чего Дуйе упал на спину. После броска Синохара поднял руки, празднуя победу без всяких сомнений. Однако, мнения судей разделились кому и какую оценку давать и давать ли вообще. Один судья посчитал, что приём провёл Синохара, и это была бы его чистая победа, но двое других судей не согласились с ним. В результате Дуйе за бросок получил оценку юко и затем стал чемпионом Олимпийских игр. Японская делегация подавала протест, но он не был удовлетворён. Впоследствии, после просмотра повтора и его оценки специалистами, было признано, что схватка была чисто выиграна Синохарой. Судейское решение вызвало массовое возмущение в Японии. В том числе, из-за этого случая, на соревнованиях по дзюдо были внедрены видеоповторы, к которым судьи могут обратиться во время схватки. 